# کامپو ورانو

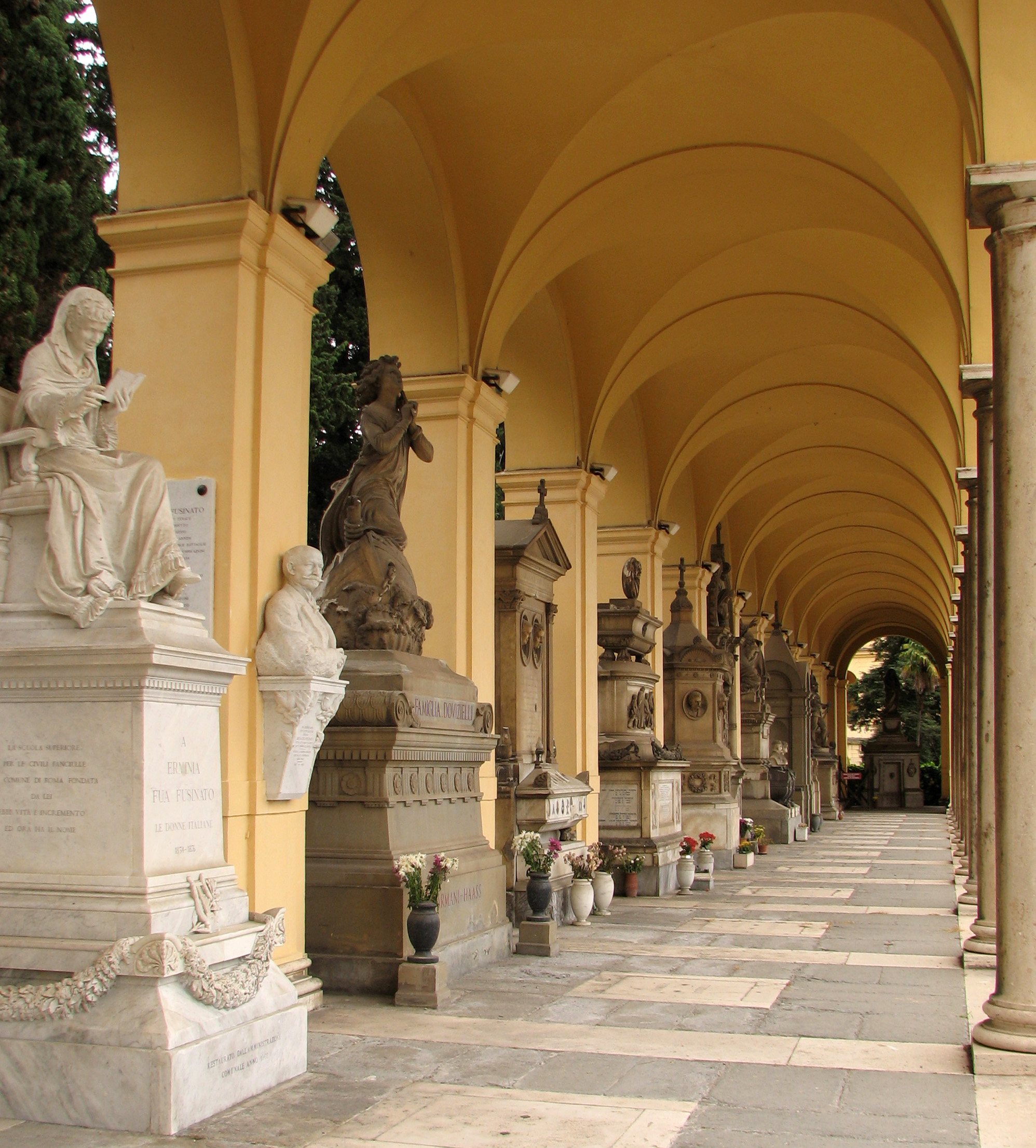
نمایی از یک سایه گذر با مجسمه‌های مقبره در کامپو ورانو.

کامپو ورانو (ایتالیایی: Campo Verano) یک گورستان در شهر رم ایتالیا است که در اوایل قرن نوزدهم میلادی بنا شد. در حال حاضر، این گورستان سه بخش مجزا دارد: بخش یهودیان، بخش مسیحیان کاتولیک، و بخش قربانیان جنگ جهانی اول.
کامپو ورانو در نزدیکی سن لورنزو فوری له مورا واقع شده‌است و در گذشته‌های دور، در مکان فعلی این گورستان، گوردخمه‌های مسیحیان قرار داشت. جوزپه والادیه در طراحی این گورستان نقش داشته و ادارهٔ امور اجرایی آن تا حدوی تحت کنترل مقامات واتیکان است. پاپ فرانسیس در ۱ نوامبر ۲۰۱۴ در روز همه قدیسین از این مکان بازدید کرد.

## برخی از به‌خاک‌سپرده‌شدگان مشهور
- فروچو آمندولا
- جولیو آندرئوتی
- الیو دو آنجلیس
- انیو بالبو
- آلساندرو بلازتی
- ماریو برگا
- برونو کوربوچی
- سرجو کوربوچی
- ادواردو د فیلیپو
- پپینو د فیلیپو
- ویتوریو دسیکا
- آلدو فابریتسی
- ماریانو فورتونی
- چیچو اینگراسیا
- نیلده یوتی
- کارمینه گالونه
- اورسته لیونلو
- کارلو لیتزانی
- نانی لوی
- لوئیجی مانی
- مارچلو ماسترویانی
- آلبرتو موراویا
- پیترو ننی
- فرانچسکو ساوریو نیتی
- کلارا پتاچی
- آنتونیو پیترانجلی
- جیلو پونته‌کوروو
- جوزپه ساراگات
- آلبرتو سوردی
- باد اسپنسر
- آنتونیو استارابا
- پالمیرو تولیاتی
- کیریل تومانوف
- جوزپه اونگارتی
- آلیدا والی
- لوئیجی زامپا